# المعقاب (عبس)

تعديل مصدري - تعديل

المعقاب هي إحدى قرى عزلة بني حسن بمديرية عبس التابعة لمحافظة حجة، بلغ تعداد سكانها 180 نسمة حسب تعداد اليمن لعام 2004.